# بونابرت أمام أبو الهول
بونابرت أمام أبو الهول هي لوحة للفنان الفرنسي جان ليون جيروم، رسمها عام 1868. وتُعرف أيضاً باسم أوديب (Œdipe). تصور اللوحة نابليون بونابرت أثناء الحملة الفرنسية على مصر، ممتطياً صهوة جواد أمام أبو الهول، وجيشه واقفاً في الخلفية.
عُرضت اللوحة في صالون باريس عام 1868 تحت اسم أوديب، في إشارة لأسطورة أوديب وسفنكس. روجت اللوحة لموضوع نابليون أمام أبو الهول كمادة فنية.اللوحة محفوظة حالياً في قلعة هارست بكاليفورنيا.